# Jewgeni Alexandrowitsch Jewstignejew
Jewgeni Alexandrowitsch Jewstignejew (russisch Евгений Александрович Евстигнеев, wiss. Transliteration Evgenij Aleksandrovič Evstigneev; * 9. Oktober 1926 in Nischni Nowgorod; † 4. März 1992 in London) war ein russischer Film- und Theaterschauspieler. Ab den 1960er Jahren und bis zu seinem Tod war er einer der bekanntesten Schauspieler des Landes.

## Leben
Jewgeni Jewstignejew wurde in einer Arbeiterfamilie in Nischni Nowgorod geboren. Während des Zweiten Weltkrieges arbeitete er als Schlosser in einer Fabrik. 1951 absolvierte er eine Schauspiellehre am Moskauer Gorki-Theater und arbeitete danach am Theater in Wladimir. Von 1954 bis 1956 besuchte er die Schauspielschule des Tschechow Kunsttheaters Moskau. 1957 erhielt er ein Engagement am neu gegründeten Sowremennik-Theater, wo er unter anderem als Satin in Maxim Gorkis Nachtasyl, als König in Jewgeni Schwarz’ Der nackte König sowie in den Rollen des Kuropejew und des Murowejew in Alexander Wolodins Die Ernennung auftrat. 1971 wechselte er wieder zurück ans Tschechow-Kunsttheater.
Sein Filmdebüt hatte Jewstignejew 1957 in Wladimir Petrows Das Duell. Er machte sich im Laufe seiner Karriere einen Namen als Groteskkomiker, der mit seinem Spiel Vertreter verschiedener sozialer Schichten durch besonders treffende Darstellung ihrer menschlichen Schwächen zu charakterisieren vermochte. Allgemeine Bekanntheit erlangte er durch seine Rolle als Pionierlager-Direktor in Elem Klimows Film Dobro poschalowat, ili Postoronnim wchod wospreschtschon (1964). Wichtige Rollen spielte er auch in Alexander Alows und Wladimir Naumows Die Flucht (1971), als Batjuschka in Wiktor Gres’ Kinderfilm Das schwarze Huhn (1981) und als Schmied Nikita Demidow in Jaropolk Lapschins Der Waffenschmied vom Ural (1983). Zu einer der markantesten Rollen Jewstignejews wurde auch seine Darstellung des Professors Preobraschenski in der Fernsehverfilmung von Michail Bulgakows Erzählung „Hundeherz“ aus dem Jahr 1988.
1974 wurde Jewstignejew der Staatspreis der UdSSR und 1983 der Titel Volkskünstler der UdSSR verliehen. Der Schauspieler starb 1992 in einer Londoner Klinik bei einer Herzoperation. Er wurde auf dem Nowodewitschi-Friedhof beigesetzt.

## Filmografie (Auswahl)
- 1957: Das Duell (Поединок)
- 1959: Die Ballade vom Soldaten (Баллада о солдате)
- 1962: Der Sonne nach (Человек идёт за солнцем)
- 1962: Neun Tage eines Jahres (Девять дней одного года)
- 1963: Eroberer der Lüfte (Им покоряется небо)
- 1964: Herzlich willkommen oder Unbefugten Eintritt verboten (Добро пожаловать, или Посторонним вход воспрещён)
- 1964: Helden der Tscheka (Сотрудник ЧК)
- 1965: Treue (Верность)
- 1966: Vorsicht, Autodieb! (Берегись автомобиля)
- 1967: Stewardess (Стюардесса) – Fernsehfilm
- 1968: Das goldene Kalb (Золотой телёнок)
- 1968: Fridtjof Nansen (Всего одна жизнь)
- 1969: Seltsame Leute (Странные люди)
- 1970: Tschaikowski (Чайковский)
- 1970: Des Mordes angeklagt (Обвиняются в убийстве)
- 1971: Die Flucht (Бег)
- 1972: Geraubte Schätze (Достояние республики)
- 1972: Die Alten, diese Räuber (Старики-разбойники)
- 1973: Siebzehn Augenblicke des Frühlings (Семнадцать мгновений весны) – Fernsehfilm
- 1973: Die Datsche (Дача)
- 1973: Mein Onkel Mischa (Моя судьба)
- 1973: Nachtasyl (На дне) – Fernsehfilm
- 1974: Die unglaubwürdigen Abenteuer der Italiener in Russland (Невероятные приключения итальянцев в России)
- 1976: Ich habe das „Perpetuum mobile“ erfunden (Потрясающий Берендеев)
- 1976: Die Tage des Chirurgen Mischkin (Дни хирурга Мишкина) – Fernsehfilm
- 1976: Dem hellen Feuer entgegen (На ясный огонь)
- 1977: Till Ulenspiegel (Легенда о Тиле)
- 1977: Leben und Tod des Ferdinand Luce (Жизнь и смерть Фердинанда Люса)
- 1977: Rotkäppchen einmal anders (Про Красную Шапочку)
- 1977: Mit gebrochenen Schwingen (Повесть о неизвестном актёре)
- 1978: Die schwarze Katze (Место встречи изменить нельзя) – Fernsehfilm
- 1978: Familiengeschichten (По семейным обстоятельствам)
- 1979: Sanja, der fliegende Erfinder (Примите телеграмму в долг)
- 1981: Das schwarze Huhn (Чёрная курица, или Подземные жители)
- 1982: Warten vor dem Standesamt (Любимая женщина механика Гаврилова)
- 1983: Wir vom Jazz (Мы из джаза)
- 1983: Der Waffenschmied vom Ural (Демидовы)
- 1985: Der Mann mit dem Akkordeon (Человек с аккордеоном)
- 1985: Winterabend in Gagra (Зимний вечер в Гаграх)
- 1988: Die Stadt Zero (Город Зеро)
- 1988: Hundeherz / Sobatschje serdze (Собачье сердце)
- 1989: Neue Abenteuer eines Yankees an König Arthurs Hof (Новые приключения янки при дворе короля Артура)